# Hvalsta
Hvalsta este o arie protejată (arie specială de conservare — SAC, sit de importanță comunitară — SCI) din Suedia întinsă pe o suprafață de 16,7 ha, integral pe uscat.

## Localizare
Centrul sitului Hvalsta este situat la coordonatele 59°03′22″N 16°27′06″E / 59.056°N 16.4517°E.

## Înființare
Situl Hvalsta a fost declarat sit de importanță comunitară în aprilie 2003 pentru a proteja 1 specie de plante. Situl a fost protejat și ca arie specială de conservare în martie 2011.

## Biodiversitate
Situată în ecoregiunea boreală, aria protejată conține 2 habitate naturale: Taiga vestică, Mlaștini împădurite.
La baza desemnării sitului se află o specie protejată de  plante: Buxbaumia viridis.